# Alleanza di Chiese cristiane evangeliche in Italia
L'Alleanza di Chiese cristiane evangeliche in Italia (ACCEI) è un organismo di cooperazione interprotestante italiano.
Costituita nel 1998, la sede legale è a Bellizzi, presso l'auditorium l'Alternativa delle Chiese cristiane evangeliche nella valle del Sele e dell'Irno.
L'ACCEI è nata per iniziativa dell'Alleanza evangelica italiana, in sostituzione della soppressa Consultazione ministeriale evangelica, come contenitore giuridico per tutte le Chiese e organizzazioni evangeliche italiane che ancora non hanno ratificato un'Intesa con lo Stato.
Le Chiese aderenti, che si riconoscono nei principi del Patto di Losanna, sono circa 180, fra cui le Chiese cristiane evangeliche nella valle del Sele e dell'Irno, le Chiese Elim, la Chiesa evangelica della riconciliazione e altre Chiese indipendenti. L'organismo non appare funzionante e dal 1999 non si tengono congressi o aggiornamenti di alcun tipo sull'operato di questo organismo